# Passiflora chaparensis
Passiflora chaparensis är en passionsblomsväxtart som beskrevs av R. Vásquez Ch.. Passiflora chaparensis ingår i släktet passionsblommor, och familjen passionsblomsväxter. Inga underarter finns listade i Catalogue of Life.